# Mercedes Renard
Mercedes Renard (n. Miami, Estados Unidos) es una actriz estadounidense.

## Carrera
Renard debutó en el cine con papeles en dos largometrajes en 2005. La primera, un thriller independiente de ciencia ficción titulado Headspace, contó con Renard en el papel de la reportera Connie Sánchez. El mismo año, interpretó el papel de María junto a Will Smith y Eva Mendes en la comedia romántica Hitch. Apareció en el episodio de la decimoséptima temporada de Ley y Orden titulado «Corner Office», en el final de la tercera temporada de House y en uno de los papeles principales de la película de 2012 Four Assassins.Posteriormente actuó en la película de 2013 El teniente Amado.

## Vida personal
Su padre, Roberto López, era actor en Cuba.